# チャン・ヨン
チャン・ヨン（張 龍、1945年4月8日 - ）は、韓国出身の俳優。1971年 TBC 11期公開採用タレントとしてデビュー。等身大の父親役を数多くのドラマで演じている。

## 学歴
- ソウル芸術大学
- 漢陽大学校 演劇映画科学士

## 人柄
- 趣味:ゴルフ
- 特技:歌を歌うこと

## 出演作品

### テレビドラマ
- 2017年 tvN《甘くない女たち~付岩洞(プアムドン)の復讐者》...イ・ジェグク役
- 2016-2017年 SBS《パーフェクトカップル》...シン・チュンニョン役
- 2013年 JTBC《インス大妃》... ハン・ファク役
- 2013年 KBS2 《広告の天才イ・テベク》... ペク会長役
- 2012年 SBS 《わが愛しのナビ夫人》... キム・ビョンホ役
- 2012年 MBC 《ゴールデンタイム》... カン・デジェ役
- 2012年 KBS2 《棚ぼたのあなた》... パン・ジャンス役
- 2011年 JTBC《柳英国》... 柳英国役
- 2011年 KBS2 《ポセイドン》... ユ・ヨングク役(特別出演)
- 2011年 MBC 《ミス・リプリー》... ソン・インス役
- 2011年 KBS2 《茨の鳥》... 生母の前夫役
- 2011年 MBC《きらきら光る》... ハン・ジウン役
- 2011年 SBS 《パラダイス牧場》... ハンソクサン役
- 2010年 SBS《三人の姉妹》... キム・ウォンテ役
- 2010年 KBS2 《結婚してください！？》... ナム・ギナム役
- 2010年 MBC《パスタ〜恋が出来るまで〜》... ソ・ジョング役
- 2009年 SBS《カインとアベル》... イ・ジョンミン役
- 2009年 KBS1 《家へ行く道》... ユ・ヨンジュン役
- 2008年 MBC《私の人生の黄金期》... イ・マンセ役
- 2008年 KBS1 《君は僕の運命》... キム・デジン役
- 2007年 MBC 《オークションハウス》
- 2007年 MBC 《冬鳥》... チョン会長役
- 2007年 MBC《エア・シティ》... イ・ジェム役
- 2007年 SBS 《恋人よ》... エヨンのお父さん役
- 2007年 SBS《ありがとうございます》(特別出演)
- 2007年 KBS2 《幸せな女》... イ・ジョンミン役
- 2006年 MBC創立特集劇《奇跡》... チャン・ヨンチョル役
- 2006年 MBC《ホントにホントに好き》... ナム・デシク役
- 2006年 KBS2 《グッバイ ソロ》... キム・ジュミン役
- 2005年 KBS2 《バラ色人生》... ペンスニのお父さん役
- 2005年 KBS2 《悲しみよアンニョン》... チャン・テボク役
- 2005年 MBC 《がんばれ!クムスン 》... チャン・ギジュン博士役
- 2005年 SBS《春の日》... コ・ヒョンジン役
- 2004年 MBC《12月の熱帯夜》... パク・テボク役
- 2004年 KBS2 《オー！必勝ポン・スンヨン》... ユン秘書役
- 2004年 KBS2 《フルハウス》... ヨンジェのお父さん、イ博士役
- 2004年 KBS2 《愛情の条件》... ナ・マンドク役
- 2003年 SBS《フンブの家運が開けたね》... パク・チュンボ役
- 2003年 MBC 《チェオクの剣》... ファンボ・ユンのお父さん役
- 2003年 MBC 《屋根裏部屋猫》... ナム・サンシク所長役
- 2003年 KBS1 《黄色いハンカチ》... ナ・ヨンマン役
- 2002年 MBC 《三銃士》... アン・ドングォン役
- 2002年 SBS《流れる川の水のように》... キム・ドホン役
- 2002年 MBC《ヒョンジョン愛している》... イ・マンソク役
- 2002年 MBC《その日差しが私に》... トンソクブ役
- 2001年 KBS1 《愛はこうしたよ》... チャ・ジョンナム役
- 2001年 SBS《噂になった女》... パク・マング役
- 2001年 KBS2 《花畑で》... ト・クァヌゥ役
- 2000年 KBS2 《太陽がいっぱい》... キム・ビョンギュ役
- 1999年 MBC《人の気持ちも知らずに》... ヤン・ボンソク役
- 1999年 KBS2 《有情》... ヒョンウのお父さん役
- 1999年 KBS2 《クァンキ》... テクス役
- 1998年 MBC《報告また会って》... イ・ドンジェ役
- 1998年 KBS2 《片思い》
- 1998年 SBS 《ロマンス》...승희 부 役
- 1997年 SBS 《愛するから》... オ・スソン役
- 1997年 SBS《70分テレビドラマ教授とマッサージ師》
- 1997年 MBC《私が生きる理由》... 금니 이씨 役
- 1997年 KBS2 《向かい合って愛して》
- 1996年 EBS《감성세대》... ビョンヒのお父さん役
- 1996年 KBS2 《愛の花咲く教室II》
- 1995年 KBS2 《浴場に集まる男たち》... キム・ボンス役
- 1995年 SBS《泥棒》
- 1995年 KBS1秋夕特集劇《ひも》
- 1995年 MBCベスト劇場《ホスピスおばさん》
- 1994年 EBS《いつも青い心》... ビョンヒお父さん役
- 1994年 SBS《お別れ》... ホン・スタク役
- 1993年 KBS2 《テレビドラマゲーム-四十二の外出》
- 1993年 KBS2 《テレビドラマゲーム-いつも映画のように》
- 1992年 SBS《궁합이 맞습니다》
- 1990年 KBS2 《あなたまだ夢見ているのか》
- 1989年 KBS1 《回転木馬》
- 1987年 KBS2 《TV 孫子兵法》... チョジョ役
- 1987年 KBS2 《TV文学館-サン役》
- 1986年 KBS2 《あなたごめんね》
- 1986年 KBS2 《別れそして愛》
- 1985年 KBS2 《刑事》
- 1984年 KBS1 《娘がより良くて》
- 1984年 KBS1特集テレビドラマ《花が咲く春がくれば》
- 1984年 KBS1新春テレビドラマ《娘の微笑》
- 1983年KBS2 《追跡》
- 1983年 KBS1 《開局》... チョ・イノク役
- 1981年 KBS2 《今は愛する時》
- 1981年 KBS2 《매천야록》
- 1975年 TBC 《追跡》
- 1974年 TBC《総理大臣キム・ホン家》

### 映画
- 2002年 《がんばれ!クムスン》... クムスンのパパ役(特別出演)
- 2001年 《インディアンサマー》... 事務長役
- 1997年 《3人組》... チェ班長役

### CF
- 同和薬品アルファ活命水、ヘルミン
- 鐘根堂펜잘
- コーロン製薬덴타돌
- 구주製薬엘씨500
- 구주製薬